# Lena Cederström
Lena Cecilia Maria Cederström, född 24 januari 1901 på Ingarö, död 24 april 1974 i Viken, Höganäs kommun, var en svensk skådespelare. Hon var dotter till flygpionjären baron Carl Cederström och författaren Marika Stiernstedt.
Lena Cederström var från 1933 till sin död gift med läkaren Nils Gösta Wallengren (1899–1976). De är begravna på Vikens nya kyrkogård vid Öresund.

## Filmografi
- 1931 – Skepparkärlek
- 1932 – Jag gifta mig – aldrig
- 1933 – Fridolf i lejonkulan
- 1934 – Hon eller ingen
- 1935 – Under falsk flagg
- 1937 – Pensionat Paradiset
- 1948 – Kärlek, solsken och sång

## Teater

### Roller (ej komplett)
| År   | Roll                     | Produktion                                                                                        | Regi                | Teater                           |
| ---- | ------------------------ | ------------------------------------------------------------------------------------------------- | ------------------- | -------------------------------- |
| 1922 | Thérès Desmignères       | Äventyret (La belle aventure) Gaston Arman de Caillavet och Robert de Flers                       | Karl Hedberg        | Dramaten                         |
| 1926 | Elisabeth Saunders       | Societet (Our Betters) W. Somerset Maugham                                                        | Gustaf Linden       | Dramaten                         |
| 1928 | Lotte Kilman             | Hoppla, vi lever! (Hoppla, wir leben!) Ernst Toller                                               | Per Lindberg        | Dramaten                         |
| 1928 | Jeanne Féréol            | Diktatorn (Le Dictateur) Jules Romains                                                            | Per Lindberg        | Dramaten                         |
| 1928 | Iris                     | Fåglarna (Ὄρνιθες Ornithes) Aristofanes                                                           | Olof Molander       | Dramaten                         |
| 1929 | Astrid                   | Swedenhielms Hjalmar Bergman                                                                      | Gustaf Linden       | Dramaten                         |
| 1931 | Ulla Thunberg            | Thalias barn Tor Hedberg                                                                          | Rudolf Wendbladh    | Helsingborgs stadsteater         |
| 1931 | Lady Mary                | Elisabet av England (Elisabeth von England) Ferdinand Bruckner                                    | Rudolf Wendbladh    | Helsingborgs stadsteater         |
| 1931 | Lu                       | Lyckans fé (A jó tündér) Ferenc Molnár                                                            | Einar Lidholm       | Helsingborgs stadsteater         |
| 1931 | Blenda                   | Hans nåds testamente Hjalmar Bergman                                                              | Rudolf Wendbladh    | Helsingborgs stadsteater         |
| 1932 | Gerda Bienert            | Till polisens förfogande (Voruntersuchung) Max Alsberg och Otto Ernst Hesse                       | Albert Nycop        | Helsingborgs stadsteater         |
| 1932 | Ann Hood                 | Hennes första äventyr (Her First Affaire) Merrill Rogers                                          | Albert Nycop        | Helsingborgs stadsteater         |
| 1932 | Charlotte Rambaut        | Svindlare (La Banque Nemo) Louis Verneuil                                                         | Rudolf Wendbladh    | Helsingborgs stadsteater         |
| 1932 | Juliette                 | Fröken (Mademoiselle) Jacques Deval                                                               | Rudolf Wendbladh    | Helsingborgs stadsteater         |
| 1932 | Drottning Maria Eleonora | Vi Ludvig Nordström                                                                               | Rudolf Wendbladh    | Helsingborgs stadsteater         |
| 1932 | Susie Sachs              | Fröken Kyrkråtta (A templom egére) Ladislas Fodor                                                 | Albert Nycop        | Helsingborgs stadsteater         |
| 1932 | Franzi                   | Du och jag (Morgen geht's uns gut) Ralph Benatzky och Hans Müller-Einigen                         | Rudolf Wendbladh    | Helsingborgs stadsteater         |
| 1933 | Prinsessans Anna Lisa    | Kalle Karlssons knepigheter Oscar Rydqvist                                                        | Rudolf Wendbladh    | Helsingborgs stadsteater         |
| 1933 | Ottilia                  | Före solnedgången (Vor Sonnenuntergang) Gerhart Hauptmann                                         | Rudolf Wendbladh    | Helsingborgs stadsteater         |
| 1933 | Mona                     | En idealisk hustru (A Perfect Lady) Peter Garland                                                 | Rudolf Wendbladh    | Helsingborgs stadsteater         |
| 1933 | Tony Flagg               | Ungkarlspappan (The Bachelor Father) Edward Childs Carpenter                                      | Albert Nycop        | Helsingborgs stadsteater         |
| 1933 | Maria                    | Trettondagsafton (Twelfth Night, or What You Will) William Shakespeare                            | Rudolf Wendbladh    | Helsingborgs stadsteater         |
| 1933 | Pansy                    | Hennes stora chance (Britannia of Billingsgate) Christine Jope-Slade och Sewell Stokes            | Albert Nycop        | Helsingborgs stadsteater         |
| 1933 | Miss Mopply              | För sant för att vara bra (Too True to be Good) George Bernard Shaw                               | Rudolf Wendbladh    | Helsingborgs stadsteater         |
| 1933 | Lili                     | Karl den store, högerytter (Geld ist nicht alles) László Bús-Fekete                               | Rudolf Wendbladh    | Helsingborgs stadsteater         |
| 1933 | Gertie                   | Den lilla butiken (Penz nem minden) László Bús-Fekete                                             | Albert Nycop        | Helsingborgs stadsteater         |
| 1934 | Maud von Degerfelt       | Ett brott Sigfrid Siwertz                                                                         | Rudolf Wendbladh    | Helsingborgs stadsteater         |
| 1934 |                          | Dunungen Selma Lagerlöf                                                                           |                     | Fredriksdalsteatern              |
| 1934 | Amélie                   | OBS! Nymålat (Prenez garde à la peinture) René Fauchois                                           | Albert Nycop        | Helsingborgs stadsteater         |
| 1934 | Lucy Hillman             | Dagar utan mål (Days Without End) Eugene O'Neill                                                  | Rudolf Wendbladh    | Helsingborgs stadsteater         |
| 1935 | Lily                     | Karriär-karriär (A szerencse fia) Gábor Drégely                                                   | Gösta Ekman         | Vasateatern                      |
| 1935 | Mascha                   | Fedja eller Det levande liket (Живой труп, Zhivoi trup) Leo Tolstoj                               | Per Lindberg        | Vasateatern                      |
| 1935 | Louise                   | En förtjusande fröken (Bezauberndes Fräulein) Ralph Benatzky                                      | Gösta Ekman         | Vasateatern                      |
| 1935 | Abigall                  | Ett glas vatten (Le verre d'eau) Eugène Scribe                                                    | Rudolf Wendbladh    | Helsingborgs stadsteater         |
| 1936 | Eva                      | För berömliga gärningar (For Services Rendered) W. Somerset Maugham                               | Rudolf Wendbladh    | Helsingborgs stadsteater         |
| 1936 | Linda Brown              | "Älskar - älskar inte" (Accent on Youth) Samson Raphaelson                                        | Rudolf Wendbladh    | Helsingborgs stadsteater         |
| 1936 | Jackie Croyton           | Höfeber (Hay Fever) Noël Coward                                                                   | Rudolf Wendbladh    | Helsingborgs stadsteater         |
| 1937 | Betty Joinville          | Min son ministern (Fiston) André Birabeau                                                         | Martha Lundholm     | Vasateatern                      |
| 1937 | Melodiflicka             | Melodien som kom bort (Melodien der blev væk) Kjeld Abell                                         | Per Lindberg        | Vasateatern                      |
| 1938 | Storfurstinnan Uratjev   | Tovarisj (Tovarich) Jacques Deval                                                                 | Yngve Nordwall      | Helsingborgs stadsteater         |
| 1938 | Françoise                | Min fru från Paris (Soubrette) Jacques Deval                                                      | Albert Nycop        | Helsingborgs stadsteater         |
| 1939 | Ruby Burtle              | I nöd och lust (When We Are Married) J.B. Priestley                                               | Rudolf Wendbladh    | Helsingborgs stadsteater         |
| 1939 | Finea                    | Kärleken gör under (La dama boba) Lope de Vega                                                    | Rudolf Wendbladh    | Helsingborgs stadsteater         |
| 1939 | Jennifer                 | Doktorns dilemma (The Doctor's Dilemma) George Bernard Shaw                                       | Rudolf Wendbladh    | Helsingborgs stadsteater         |
| 1939 | Gay Wellington           | Koppla av! (You Can't Take It with You) Moss Hart och George S. Kaufman                           | Rudolf Wendbladh    | Helsingborgs stadsteater         |
| 1940 | Sanchia Carson           | Min hustru — Dr. Carson (Robert's Wife) St. John Ervine                                           | Rudolf Wendbladh    | Helsingborgs stadsteater         |
| 1940 | Lady Sibyl Helston       | Vibrationer (The Flashing Stream) Charles Morgan                                                  | Rudolf Wendbladh    | Helsingborgs stadsteater         |
| 1940 | Grazia                   | 30 sekunder kärlek (Trenta secondi d'amore) Aldo De Benedetti                                     | Albert Nycop        | Helsingborgs stadsteater         |
| 1940 | Julia Körner             | Swedenhielms Hjalmar Bergman                                                                      | Rudolf Wendbladh    | Helsingborgs stadsteater         |
| 1941 | Carol Churt              | En riktig karl (This Was a Man) Noël Coward                                                       | Rudolf Wendbladh    | Helsingborgs stadsteater         |
| 1941 | Myrtle Valentine         | Lycklig resa! (Skylark) Samson Raphaelson                                                         | Rudolf Wendbladh    | Helsingborgs stadsteater         |
| 1941 | Carolyn                  | Kungl. Logen (Hofloge) Karl Farkas och Hans Lang                                                  | Rudolf Wendbladh    | Helsingborgs stadsteater         |
| 1942 | Caroline Ancelot         | Resan till Venedig (Le Train pour Venise) Louis Verneuil                                          | Albert Nycop        | Helsingborgs stadsteater         |
| 1942 | Inga Larsson             | Som folk är mest. En stockholmshistoria Herbert Grevenius                                         | Albert Nycop        | Helsingborgs stadsteater         |
| 1942 | Ginette                  | Ministeriet vacklar (Das Ministerium ist beleidigt) Bruno Engler, Fred Heller och Leonhard Märker | Rudolf Wendbladh    | Helsingborgs stadsteater         |
| 1944 | Kitty Duval              | Livet är ju härligt (The Time of Your Life) William Saroyan                                       | Per Knutzon         | Helsingborgs stadsteater         |
| 1947 | Fru X                    | Den starkare August Strindberg                                                                    | Elsa Widborg        | Helsingborgs stadsteater         |
| 1947 | Essie                    | Ljuva ungdomstid (Ah, Wilderness) Eugene O’Neill                                                  | Sture Ericson       | Helsingborgs stadsteater         |
| 1949 | Elmire                   | Tartuffe (Tartuffe, ou l'Imposteur) Molière                                                       | Lars-Levi Læstadius | Helsingborgs stadsteater         |
| 1949 |                          | Clutterbuck Benn W Levy                                                                           | Hans Dahlin         | Norrköping-Linköping stadsteater |
| 1949 | Josephine                | Slottsbalen (L'Invitation au château) Jean Anouilh                                                | Börje Nyberg        | Helsingborgs stadsteater         |
| 1950 | Grace Winslow            | Fallet Winslow (The Winslow Boy) The Winslow Boy Terence Rattigan                                 | Börje Nyberg        | Helsingborgs stadsteater         |
| 1951 |                          | Colombe Jean Anouilh                                                                              | Henrik Dyfverman    | Malmö stadsteater                |
| 1952 | Ella                     | Mordet i Barjärna Ingmar Bergman                                                                  | Ingmar Bergman      | Malmö stadsteater                |
| 1954 | Fästmön                  | Spöksonaten August Strindberg                                                                     | Ingmar Bergman      | Malmö stadsteater                |
| 1954 | Tant Paula               | Oh, mein Papa! (Das Feuerwerk) Paul Burkhard, Jürg Amstein, Robert Gilbert                        | Åke Engfeldt        | Helsingborgs stadsteater         |
| 1958 | Mrs. Railton-Bell        | Vid skilda bord (Separate Tables) Terence Rattigan                                                | Åke Engfeldt        | Helsingborgs stadsteater         |
| 1963 | Amman                    | Antigone Jean Anouilh                                                                             | Lars-Erik Liedholm  | Helsingborgs stadsteater         |
| 1964 | Gustava Hägg             | Änkeman Jarl Vilhelm Moberg                                                                       | Hans Bergström      | Helsingborgs stadsteater         |
| 1965 | Mor Courage              | Mor Courage och hennes barn (Mutter Courage und ihre Kinder) Bertolt Brecht                       | Per Sjöstrand       | Helsingborgs stadsteater         |
| 1966 |                          | Orkestern (L'Orchestre) Jean Anouilh                                                              | Eva Sköld           | Malmö stadsteater                |
| 1967 | Malla                    | Geografi och kärlek (Geografi og kjærlighet) Bjørnstjerne Bjørnson                                | Per Sjöstrand       | Helsingborgs stadsteater         |

## Bilder

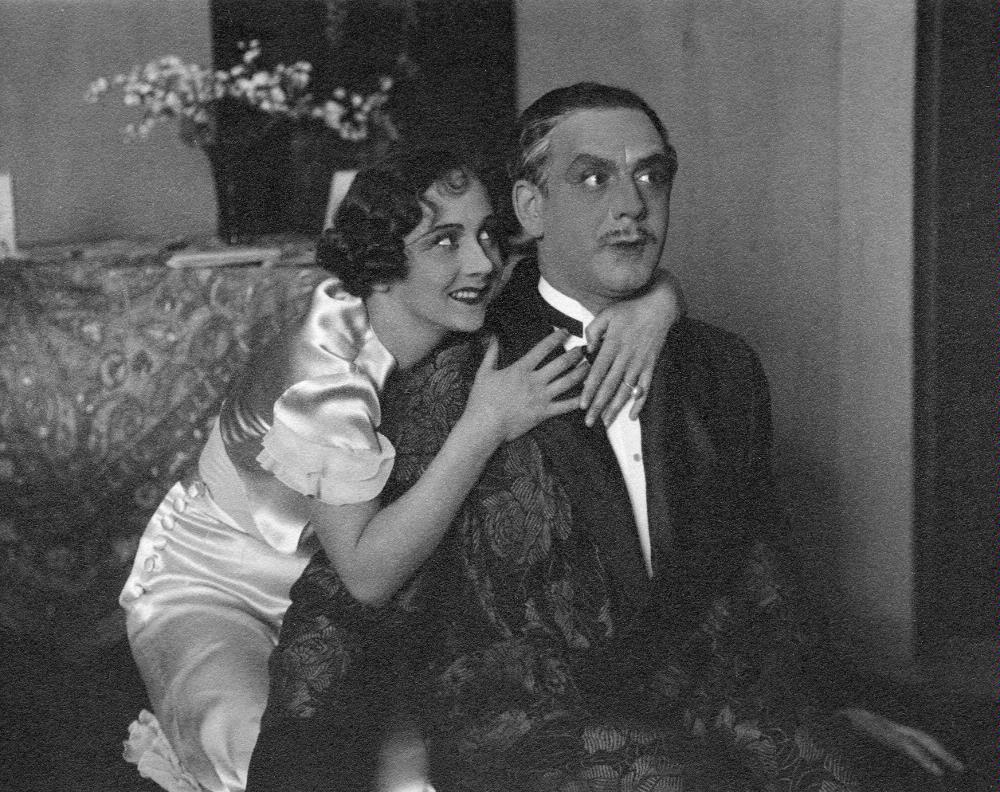
Lena Cederström och Semmy Friedmann i pjäsen Hennes första äventyr, Helsingborgs stadsteater 1932.
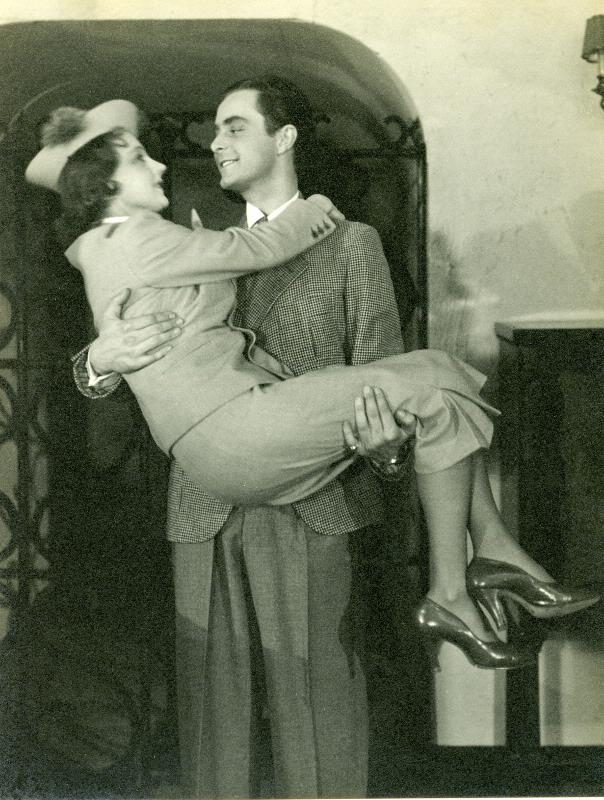
Sven Bertil Norberg och Lena Cederström i Min fru från Paris på Helsingborgs stadsteater 1938.
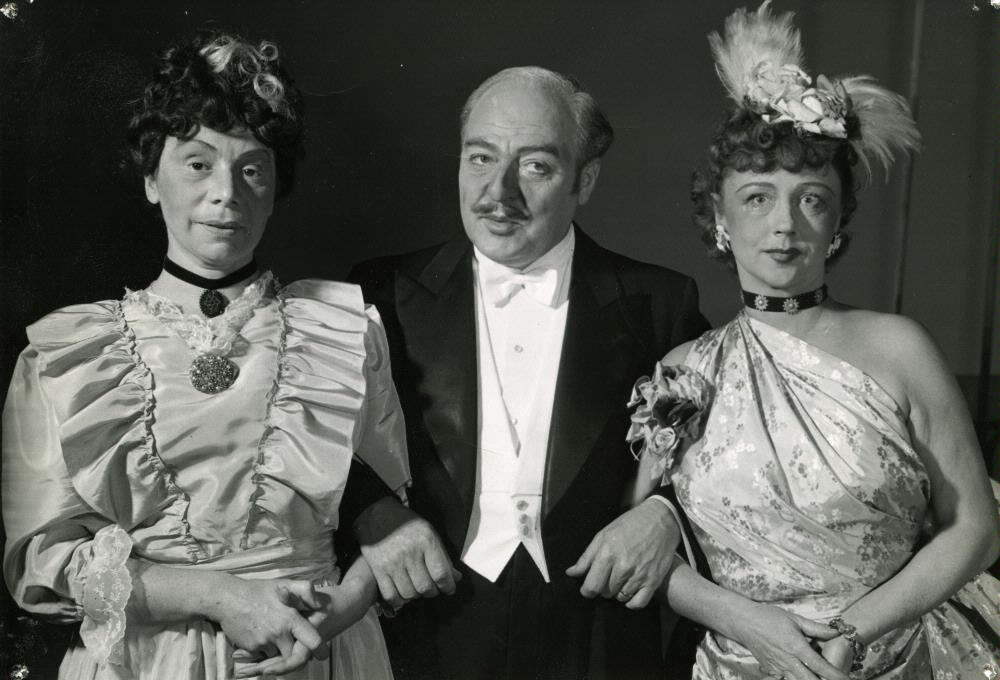
Inga-Lill Åhström, Frithiof Hedvall och Lena Cederström i Slottsbalen på Helsingborgs stadsteater 1949.

### Fotnoter
1. ↑  ”Lena Cederström”. Svensk Filmdatabas. http://www.sfi.se/sv/svensk-filmdatabas/Item/?type=PERSON&itemid=62735&ref=%2ftemplates%2fSwedishFilmSearchResult.aspx%3fid%3d1225%26epslanguage%3dsv%26searchword%3dlena+cederstr%C3%B6m%26type%3dPerson%26match%3dBegin%26page%3d1%26prom%3dFalse. Läst 20 februari 2013.
2. ↑  Dagens Nyheter, 10 maj 1933, sid. 12
3. ↑  Gravar.se
4. ↑  ”Teater Musik Film: Friluftsteater i Hälsingborg”. Dagens Nyheter:  s. 12. 16 maj 1934. https://arkivet.dn.se/tidning/1934-05-16/130/12. Läst 10 juni 2018.
5. ↑  ”Som man är klädd”. Musikverket. http://calmview.musikverk.se/CalmView/Record.aspx?src=CalmView.Performance&id=PERF14200&pos=373. Läst 14 juli 2015.
6. ↑  Teateralmanack 1935 i Svenska Dagbladets Årsbok – händelserna 1935 (1936) s. 185
7. ↑  ”Fedja eller Det levande liket”. Musikverket. http://calmview.musikverk.se/CalmView/Record.aspx?src=CalmView.Performance&id=PERF14203&pos=374. Läst 14 juli 2015.
8. ↑  Ord och Bild 1935 s. 394
9. ↑  ”En förtjusande fröken”. Musikverket. http://calmview.musikverk.se/CalmView/Record.aspx?src=CalmView.Performance&id=PERF14204&pos=375. Läst 14 juli 2015.
10. ↑  Oscar Rydqvist (22 mars 1935). ”Vasateaterns premiär”. Dagens Nyheter:  s. 17. http://arkivet.dn.se/arkivet/tidning/1935-03-22/80/17. Läst 27 augusti 2015.
11. ↑  ”Teater Musik Film: Vasateatern”. Dagens Nyheter:  s. 8. 23 februari 1937. http://arkivet.dn.se/arkivet/tidning/1937-02-23/52/8. Läst 10 januari 2016.
12. ↑  ”Vasateaterns premiär”. Dagens Nyheter:  s. 4. 24 februari 1937. http://arkivet.dn.se/arkivet/tidning/1937-02-24/53/4. Läst 10 januari 2016.
13. ↑  ”'Melodien' som kom tillbaka”. Dagens Nyheter:  s. 16. 28 februari 1937. http://arkivet.dn.se/arkivet/tidning/1937-02-28/57/16. Läst 27 augusti 2015.
14. ↑  ”Teater Musik Film: 'Som folk är mest' i Hälsingborg”. Dagens Nyheter:  s. 10. 18 september 1942. https://arkivet.dn.se/tidning/1942-09-18/253/10. Läst 6 november 2021.
15. ↑  ”Mordet i Barjärna”. Stiftelsen Ingmar Bergman. http://ingmarbergman.se/verk/mordet-i-barjärna. Läst 17 oktober 2015.
16. ↑  ”Spöksonaten”. Stiftelsen Ingmar Bergman. http://ingmarbergman.se/verk/sp%C3%B6ksonaten. Läst 17 oktober 2015.